# Maria Alexandra
Maria Alexandra ist ein zusammengesetzter weiblicher Vorname.

## Herkunft
Maria ist die lateinische Form des hebräischen Namens Mirjam. Hier verwendete Namensvarianten sind María, Marie und Marija.
Alexandra ist die weibliche Form von Alexander. Es bedeutet sinngemäß „die (fremde) Männer Abwehrende“, „die Verteidigerin“ oder „die Beschützerin“. Hier verwendete Namensvarianten sind Alexandrine und Alexandrowna.

## Träger des Einzelnamens
Maria Alexandra ist der Name folgender Personen:
- Maria Alexandra, Name von Christina von Schweden (1626–1689), von 1632 bis 1654 Königin von Schweden, nach ihrem Übertritt zum Katholizismus

Marie Alexandra ist der Name folgender Personen:
- Marie Alexandra von Baden (1902–1944), badische Prinzessin

Marie Alexandrine ist der Name folgender Personen:
- Marie Alexandrine Freiin von Vetsera (1871–1889), österreichische Adelige
- Marie Alexandrine Elisabeth Eleonore zu Mecklenburg [-Schwerin]  (1854–1920), durch Heirat Großfürstin Maria Pawlowna von Russland

Marija Alexandrowna ist der Name folgender Personen:
- Marija Alexandrowna (1824–1880), Ehefrau von Zar Alexander II., siehe Marie von Hessen-Darmstadt
- Marija Alexandrowna Romanowa (1853–1920), Tochter von Zar Alexander II.

## Namensträger des Vornamens
María Alejandra ist der Vorname folgender Personen:
- María Alejandra Murillo (* 2004), kolumbianische Leichtathletin
- María Alejandra Vento-Kabchi (* 1974), ehemalige venezolanische Tennisspielerin

Maria Alexandra ist der Vorname folgender Personen:
- Maria Alexandra de Alencastre Telo Teodósio Pedrosa (* 1965), portugiesische Schauspielerin
- Maria Alexandra Duțu (* 2001), rumänische Badmintonspielerin.
- Maria Alexandra Aspasia Ionitza-Lund (* 1983), finnische Sängerin und Schauspielerin „Maria Lund“

María Alexandra ist der Vorname folgender Personen:
- María Alexandra Escobar Guerrero (* 1980), ecuadorianische Gewichtheberin
- Maria Alexandra Paula Louise Jademyr Zazzi (* 1966), schwedische Köchin, Journalistin und Autorin von Kochbüchern
- Maria Alexandra Zimmermann (1759–1776), Äbtissin der Reichsabtei Gutenzell im Landkreis Biberach in Baden-Württemberg, siehe Reichsabtei Gutenzell#Liste der Äbtissinnen

Marie Alexandrine ist der Vorname folgender Personen:
- Marie Alexandrine Becker (1879–1942), belgische Serienmörderin

Marija Alexandrowna ist der Vorname folgender Personen:
- Marija Alexandrowna Ananjina (1849–1899), russische Revolutionärin
- Marija Alexandrowna Bespalowa (* 1986), russische Hammerwerferin
- Marija Alexandrowna Bolschanina (1898–1984), russische Wissenschaftlerin
- Marija Alexandrowna Botscharowa (* 2002), russische Beachvolleyballspielerin
- Marija Alexandrowna Burganowa (* 1960), sowjetisch-russische Bildhauerin und Kunstwissenschaftlerin
- Marija Alexandrowna Demidowa (1988–2013). russische Biathletin
- Marija Alexandrowna Denissowa-Schtschadenko (1894–1944), russisch-sowjetische Künstlerin
- Marija Alexandrowna Feklistowa (* 1976), ehemalige russische Sportschützin
- Marija Alexandrowna Fomina (* 1993), russische Theater- und Filmschauspielerin
- Marija Alexandrowna Gessen (* 1967), Journalistin und Schriftstellerin russisch-US-amerikanischer Nationalität
- Marija Alexandrowna Gurowa (* 1989), russische Ringerin
- Marija Alexandrowna Kisseljowa (* 1974), russische Synchronschwimmerin
- Marija Alexandrowna Kondratjewa (* 1982), ehemalige russische Tennisspielerin
- Marija Alexandrowna Krawtschunowskaja (1898–1978), sowjetische Theater- und Film-Schauspielerin
- Marija Alexandrowna Lassizkene (geborene Kutschina, * 1993), russische Leichtathletin
- Marija Alexandrowna Lochwizkaja (1869–1905),  russische Dichterin
- Marija Alexandrowna Panfilowa (* 1987), russische Biathletin
- Marija Alexandrowna Prussakowa (* 1989), ehemalige russische Snowboarderin
- Marija Alexandrowna Rybakowa (* 1973), russische Autorin
- Marija Alexandrowna Sotowa (Skispringerin) (* 1984), russische Skispringerin
- Marija Alexandrowna Sotowa (Tennisspielerin) (* 1996), russische Tennisspielerin
- Marija Alexandrowna Spiridonowa (1884–1941), russische Sozialrevolutionärin
- Marija Alexandrowna Stepanowa (* 1979), russische Basketballspielerin
- Marija Alexandrowna Uljanowa (1835–1916), Mutter von Wladimir Iljitsch Lenin
- Marija Alexandrowna Woronina (* 2000), Beachvolleyballspielerin